# Severnokavkaško federalno okrožje
Severnokavkaško federalno okrožje (rusko Се́веро-Кавка́зский федера́льный о́круг, latinizirano: Severo-Kavkazsky federal'nyj okrug) je federalno okrožje v Rusiji in s tem ena izmed upravnih enot najvišje ravni po federalni strukturi Rusije. Upravni sedež je v Pjatigorsku (Stavropolski okraj). Največji mesti v okrožju sta Mahačkala in Stavropol.

## Podenote
V okrožju je sedem federalnih subjektov, šest republik in en okraj.
| Zemljevid in legenda so napisani v ruskem abecednem vrstnem redu. | Zemljevid in legenda so napisani v ruskem abecednem vrstnem redu. | Zemljevid in legenda so napisani v ruskem abecednem vrstnem redu. | Zemljevid in legenda so napisani v ruskem abecednem vrstnem redu. | Zemljevid in legenda so napisani v ruskem abecednem vrstnem redu. | Zemljevid in legenda so napisani v ruskem abecednem vrstnem redu. | Zemljevid in legenda so napisani v ruskem abecednem vrstnem redu. | Zemljevid in legenda so napisani v ruskem abecednem vrstnem redu. | Zemljevid in legenda so napisani v ruskem abecednem vrstnem redu. |
| #                                                                 | Zastava                                                           | Grb                                                               | Federalni subjekt                                                 | Površina v km2                                                    | Prebivalstvo                                                      | BDP                                                               | Upravno središče                                                  | Zemljevid upravne delitve                                         |
| ----------------------------------------------------------------- | ----------------------------------------------------------------- | ----------------------------------------------------------------- | ----------------------------------------------------------------- | ----------------------------------------------------------------- | ----------------------------------------------------------------- | ----------------------------------------------------------------- | ----------------------------------------------------------------- | ----------------------------------------------------------------- |
| 1                                                                 |                                                                   |                                                                   | Dagestan                                                          | 50.300                                                            | 3.182.054                                                         | ₽814 mrd                                                          | Mahačkala                                                         |                                                                   |
| 2                                                                 |                                                                   |                                                                   | Ingušetija                                                        | 3600                                                              | 509.541                                                           | ₽77 mrd                                                           | Magas                                                             |                                                                   |
| 3                                                                 |                                                                   |                                                                   | Kabardino-Balkarija                                               | 12.500                                                            | 904.200                                                           | ₽199 mrd                                                          | Nalčik                                                            |                                                                   |
| 4                                                                 |                                                                   |                                                                   | Karačajevo - Čerkezija                                            | 14.300                                                            | 469.865                                                           | ₽109 mrd                                                          | Čerkesk                                                           |                                                                   |
| 5                                                                 |                                                                   |                                                                   | Severna Osetija-Alanija                                           | 8000                                                              | 687.357                                                           | ₽203 mrd                                                          | Vladikavkaz                                                       |                                                                   |
| 6                                                                 |                                                                   |                                                                   | Stavropolski okraj                                                | 66.500                                                            | 2.907.593                                                         | ₽1,025 mrd                                                        | Stavropol                                                         |                                                                   |
| 7                                                                 |                                                                   |                                                                   | Čečenija                                                          | 17.300                                                            | 1.510.824                                                         | ₽268 mrd                                                          | Grozni                                                            |                                                                   |